# Rosie Fortna
Rosie Fortna (auch Rosi Fortna genannt; * 18. Dezember 1946 in Filadelfia, Kalabrien, Italien) ist eine ehemalige US-amerikanische Skirennfahrerin sowie Weltmeisterschafts- und Olympiateilnehmerin, die vor allem Slaloms bestritt und bei der Winter-Universiade 1970 drei Goldmedaillen errang.

## Karriere
Fortna startete für den Mammoth Mountain Ski Club, der in Kalifornien beheimatet ist. Bei den Olympischen Spielen 1968 wurde Fortna wie ihre Teamkolleginnen Wendy Allen und Kiki Cutter im ersten Durchgang disqualifiziert. Die vierte US-Amerikanerin, Judy Nagel, wurde im zweiten Durchgang disqualifiziert.
Bei der Winter-Universiade 1970 gewann Fortna drei Goldmedaillen: im Slalom, im Riesenslalom und in der Alpine Kombination.
Fortnas beste Platzierungen im Weltcup waren zwei vierte Plätze in den Slaloms vom 12. März 1967 in Franconia und vom 18. Januar 1968 in Bad Gastein. Bei ersteren hatte sie 2,39 Sekunden Rückstand auf Marielle Goitschel und beim zweiten 1,95 Sekunden Rückstand auf Florence Steurer. Ihre letzte Weltcup-Platzierung unter den besten zehn war der siebte Rang im Slalom von Heavenly Mountain Resort am 24. Februar 1971, wo sie 4,16 Sekunden Rückstand auf Barbara Ann Cochran hatte und damit den siebten Rang mit Jacqueline Rouvier teilte.

## Privates
Fortna wurde in Italien geboren und wuchs in Warren im US-Bundesstaat Vermont auf. Zusammen mit Suzy Chaffee gründete Fortna die Native Voices Foundation, die versucht, olympische Athleten unter den amerikanischen Ureinwohnern zu fördern. Fortna ließ sich später in der Nähe von Daytona Beach in Florida, nieder, wo sie Immobilienmaklerin, Führungskraft bei der Kona Corporation wurde und ein kleines Restaurant (Rosi’s Korner) eröffnete.

## Erfolge

### Olympische Spiele
- Grenoble 1968: DSQ1 im Slalom

### Weltmeisterschaften
- Grenoble 1968: DSQ1 im Slalom

### Weltcupwertungen
- Acht Platzierungen unter den besten zehn

| Saison  | Gesamt | Gesamt | Abfahrt | Abfahrt | Riesenslalom | Riesenslalom | Slalom | Slalom |
| Saison  | Platz  | Punkte | Platz   | Punkte  | Platz        | Punkte       | Platz  | Punkte |
| ------- | ------ | ------ | ------- | ------- | ------------ | ------------ | ------ | ------ |
| 1967    | 23.    | 11     |         |         |              |              | 14.    | 11     |
| 1968    | 20.    | 19     |         |         |              |              | 11.    | 19     |
| 1968/69 | 36.    | 3      |         |         |              |              | 23.    | 3      |
| 1969/70 | 24.    | 13     |         |         |              |              | 19.    | 13     |
| 1970/71 | 30.    | 4      |         |         |              |              | 22.    | 4      |

### Nationale Meisterschaften
- 1970: 1. im Slalom